# Pont Neuf (Limoux)
Pour les articles homonymes, voir Pont Neuf (homonymie).
Le pont Neuf est un pont situé à Limoux, en France.

## Localisation
Le pont est situé sur la commune de Limoux, dans le département français de l'Aude.

## Historique
LE PONT NEUF
Ce pont relie les deux rives de l'Aude près de l'Église Saint Martin, il s'agit du pont le plus ancien de la ville, construit à l'origine en bois pour relier la Grande Ville et la Petite Ville.
Il fut reconstruit en pierre de 1318 à 1321 et définitivement terminé en 1337, le Roi Philippe VI accordant à la ville une somme de deux cents livres pour les travaux d'achèvement. Ce Pont offre une vue remarquable sur le clocher et le chevet gothique de l'église Saint Martin.

Initialement, une chapelle se trouvait sur l'avant-bec de la troisième pile et il était pourvu de portes fortifiées. Fit l'objet d'une importante restauration en 1737.
L'édifice est inscrit au titre des monuments historiques en 1948.